# Лучно (озеро)
Лучно — озеро на юге Славковской волости Порховского района Псковской области России. Расположено на Судомской возвышенности.
Площадь — 2,9 км² (289,0 га, с 6 островами (10 га) — 3,0 км² или 299 га). Максимальная глубина — 4,5 м, средняя глубина — 3,0 м.
Ближайшая к озеру деревни: Травино, Рожнёво, Махновка.
Проточное. Из озера вытекает Лучинка. Относится к бассейну реки Лиственка (притоку Черёхи, которая в свою очередь относится к бассейну реки Великой).
Тип озера плотвично-окуневый с лещом. Массовые виды рыб: щука, плотва, окунь, карась, ерш, линь, лещ, густера, красноперка, налим, пескарь, вьюн, щиповка; широкопалый рак (единично).
Для озера характерны: отлогие и низкие берега, местами заболочены, лес, луга, пашня; дно в центре — илистое; в литорали — песок, заиленный песок, ил, камни, коряги; есть песчано-каменистые нальи, локальные заморы.